# Marià Perelló i Fiol
Marià Perelló i Fiol (* 1886 in Barcelona; † 26. November 1960 ebenda) war ein katalanischer Violinist und Musikpädagoge.

## Leben und Werk
Perelló studierte in Barcelona bei Bonaventura Pla an der Escola Municipal de Música und absolvierte Vertiefungsstudien bei Mathieu Crickboom an der Acadèmia de la Societat Filharmònica de Barcelona.
1901 trat er erstmals öffentlich in einem Konzert der Societat Filharmònica de Barcelona auf. Als Crickboom 1905 zurück nach Brüssel ging, begleitete Perelló ihn und wurde Mitglied seines Quintetts. In Brüssel debütierte er 1904 als Orchestersolist. Später spielte er dann die erste Geige im Ysaÿe-Orchester. 1908 gründete er ein Streichquartett in Barcelona. 1911 war er mit dem Pianisten Ricard Vives und dem Cellisten J. Pere Marés an der Gründung des Trio de Barcelona (1911) beteiligt. Zudem war er auch Mitglied des Doppelquintetts Granados.
Nach Barcelona zurückgekehrt wirkte Perelló als Professor für Violine an der Acadèmia Marshall und am Conservatori del Liceu.
Er förderte die Lliga d’Associacions de Música de Catalunya (Liga der Musikverbände Kataloniens) und die Musikervereinigung Da Camera. Marià Perelló war einer der herausragenden Musikerpersönlichkeiten seiner Zeit in Barcelona. Er selbst schrieb einige Kompositionen für Gesang und Klavier, Impressionen sowie eine Partitur für Kammertrio.